# Parafia św. Józefa Oblubieńca Najświętszej Maryi Panny w Czerwionce-Leszczynach
Parafia św. Józefa Oblubieńca Najświętszej Maryi Panny – rzymskokatolicka parafia znajdująca się w Czerwionce-Leszczynach. Parafia należy do dekanatu Dębieńsko i archidiecezji katowickiej.
Parafia została erygowana 1 grudnia 1989 roku jako parafia tymczasowa, a 1 lipca 1991 roku jako parafia pełnoprawna. W tym okresie rozpoczęto budowę kościoła. Pierwszym budowniczym został ks. prałat  Andrzej Morawski, a budowę dokończył ks. Jan Piontek (proboszcz w latach 1992–2018). Kościół został poświęcony przez abpa Damiana Zimonia w 2000 roku. 
Obecni duszpasterze: 
- ks. Jacek Klepacz (proboszcz)
- ks. Piotr Cionaka (rezydent)